# Kraftwerk Modugno
Das Kraftwerk Modugno (italienisch Centrale termoelettrica di Modugno) ist ein GuD-Kraftwerk im Industriegebiet der Stadt Modugno, Metropolitanstadt Bari, Region Apulien, Italien.
Das Kraftwerk ist im Besitz von Sorgenia und wird auch von Sorgenia betrieben. Sorgenia gibt für die installierte Leistung des Kraftwerks 802 (bzw. 810) MW an: sonstige Quellen geben 750 760 800 oder 810 MW an.
Das Kraftwerk nahm den kommerziellen Betrieb am 8. März 2010 auf.

## Kraftwerksblöcke
Das Kraftwerk besteht mit Stand September 2023 aus einem Block, der in Betrieb ist. Die folgende Tabelle gibt einen Überblick:
| Block | GT/DT | Max. Leistung (MW) | Betriebsbeginn  | Turbine | Generator | Dampfkessel | Status |
| ----- | ----- | ------------------ | --------------- | ------- | --------- | ----------- | ------ |
| 1     | GT    | 255                | 8. Februar 2010 | Alstom  | Alstom    | Alstom      |        |
| 1     | GT    | 255                | 8. Februar 2010 | Alstom  | Alstom    | Alstom      |        |
| 1     | DT    | 250                | 8. Februar 2010 | Alstom  | Alstom    |             |        |

Der Block besteht aus zwei Gasturbinen sowie einer nachgeschalteten Dampfturbine. An die Gasturbinen ist jeweils ein Abhitzedampferzeuger angeschlossen; die Abhitzedampferzeuger versorgen dann die Dampfturbine. Die beiden Gasturbinen vom Typ GT26B wurden von Alstom geliefert.
Die Leistung der beiden Gasturbinen wird mit jeweils 250 (bzw. 255) und die Leistung der Dampfturbine mit 250 MW angegeben.
In den Jahren 2019 und 2020 wurden 1,364 (bzw. 1,835) Mrd. kWh erzeugt; die durchschnittliche Leistungsabgabe lag im Jahr 2020 bei 280 MW. Im Jahr 2021 war das Kraftwerk an 3403 (von 8760 möglichen) Stunden in Betrieb und erzeugte 1,067 Mrd. kWh.

## Sonstiges
Die Kosten für die Errichtung des Kraftwerks werden mit 385 (bzw. 583) Mio. USD angegeben.